# Великобритания на «Евровидении-1959»
Великобритания принимала участие в Евровидении 1959, проходившем в Каннах, Франция. На конкурсе её представляли Пёрл Карр и Тедди Джонсон с песней «Sing, Little Birdie», выступавшие под номером 10. В этом году страна заняла второе место, получив 16 баллов. Комментаторами конкурса от Великобритании в этом году были Том Слон и Пит Мюррей, глашатаем — Пит Мюррей.

## Национальный отбор

### Первый полуфинал
| Номер | Артист                    | Песня               | Финалист |
| ----- | ------------------------- | ------------------- | -------- |
| 1     | Мэрион Дэвис              | «I’ll Be With You»  | Нет      |
| 2     | Пёрл Карр и Тедди Джонсон | Sing, Little Birdie | Да       |
| 3     | Глен Мэйсон               | Suddenly            | Да       |
| 4     | Дон Ренье                 | «How Could I Know»  | Нет      |
| 5     | Стив Мартин               | One Lonely Heart    | Да       |
| 6     | Шейла Бакстон             | «Love Me, Love Me»  | Нет      |

### Второй полуфинал
| Номер | Артист                    | Песня                              | Финалист |
| ----- | ------------------------- | ---------------------------------- | -------- |
| 1     | Лита Роза                 | This Is My Town                    | Да       |
| 2     | Лестер Фергюсон           | «This I Will Tell You My Son»      | Нет      |
| 3     | Пёрл Карр и Тедди Джонсон | «That’s It, That’s Love»           | Нет      |
| 4     | Розмари Сквайерс          | «Cha Cha Chocola»                  | Нет      |
| 5     | Джон Хансон               | «Success Song»                     | Да       |
| 6     | Валери Шейн               | «Oh, Oh, Reckon I Must Be In Love» | Да       |

### Финал
| Номер | Артист                    | Песня                              | Место |
| ----- | ------------------------- | ---------------------------------- | ----- |
| 1     | Пёрл Карр и Тедди Джонсон | «Sing, Little Birdie»              | 1-е   |
| 2     | Глен Мэйсон               | «Suddenly»                         | 3-е   |
| 3     | Стив Мартин               | « One Lonely Heart»                | 4-е   |
| 4     | Лита Роза                 | «This Is My Town»                  | 2-е   |
| ?     | Джон Хансон               | «Success»                          | ?     |
| ?     | Валери Шейн               | «Oh, Oh, Reckon I Must Be In Love» | ?     |

«Sing, Little Birdie» прошла национальный отбор и стала песней от Великобритании на Евровидении 1959

## Страны, отдавшие баллы Великобритании
Каждая страна имела жюри в количестве 10 человек, каждый человек мог отдать очко понравившейся песне.
| Отдали Великобритании… | Отдали Великобритании… | Отдали Великобритании… | Отдали Великобритании… |
| 5 баллов               | 3 балла                | 2 балла                | 1 балл                 |
| ---------------------- | ---------------------- | ---------------------- | ---------------------- |
| Нидерланды             | Швейцария              | Австрия Монако Бельгия | Франция Дания          |

## Страны, получившие баллы от Великобритании
| 5 баллов | Швейцария     |
| 2 балла  | Дания Бельгия |
| 1 балл   | Нидерланды    |